# Квилитая, Георгий
Гео́ргий Квилита́я (груз. გიორგი ქვილითაია; 1 октября 1993, Абаша, Грузия) — грузинский футболист, нападающий клуба Арис и сборной Грузии. Участник чемпионата Европы 2024.

## Игровая карьера
Профессиональную карьеру Георгий Квилитая начал в клубе третьей лиги Грузии «Саско». В 16 играх он забил 22 мяча, чем привлёк внимание больших клубов. В середине сезона он перешёл в венгерский «Дьёр», но «зацепиться за основу» ему не удалось. И уже на правах аренды он вернулся в грузинскую «Дилу». Отыграв там сезон 2013/2014, Георгий подписал двухлетний контракт со столичным «Динамо». Сезон 2015/2016 стал лучшим в карьере молодого нападающего, за 29 игр в чемпионате он забил 24 мяча и стал лучшим бомбардиром чемпионата.
4 августа 2016 года подписал двухлетний контракт с австрийским «Рапидом», где сразу стал игроком основного состава. За два года забил 17 мячей.
18 июля 2018 года перешёл в бельгийский «Гент».

## Карьера в сборной
Дебют за основную сборную Грузии состоялся 27 мая 2016 года в товарищеском матче со сборной Словакии, где Георгий отыграл один тайм. Голевой дебют состоялся в товарищеском матче со сборной Латвии 28 марта 2017 года, в котором Квилитая отметился двумя забитыми мячами.

## Статистика

### Сборная
| Национальная сборная | Год   | Игры | Голы |
| -------------------- | ----- | ---- | ---- |
| Грузия               | 2016  | 4    | 0    |
| Грузия               | 2017  | 8    | 3    |
| Грузия               | 2018  | 3    | 1    |
| Грузия               | 2019  | 8    | 2    |
| Грузия               | 2020  | 4    | 0    |
| Грузия               | 2021  | 7    | 0    |
| Грузия               | 2022  | 1    | 0    |
| Грузия               | 2024  | 3    | 0    |
| Всего                | Всего | 38   | 6    |

## Достижения
«Дьёр»
- Чемпион Венгрии: 2012/13

«Динамо»
- Чемпион Грузии: 2015/16
- Обладатель Кубка Грузии: 2015/16

«Гент»
- Финалист Кубка Бельгии: 2019

Личные
- Лучший бомбардир чемпионата Грузии: 2015/16